# Gorca
Gorca este o localitate din comuna Podlehnik, Slovenia, cu o populație de 148 de locuitori.